# Minna Canth

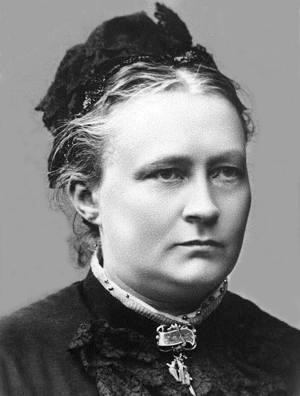
Minna Canth

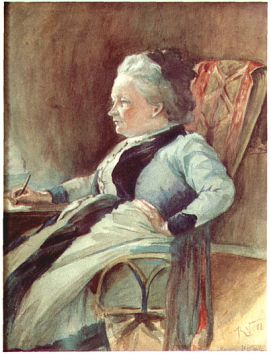
Minna Canth, gemalt von Kaarlo Vuori

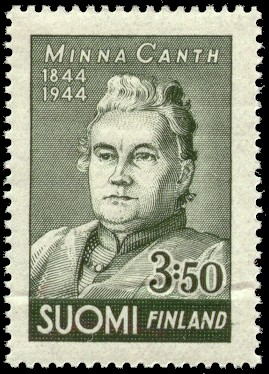
Finnische Briefmarke zum 100. Geburtstag 1944

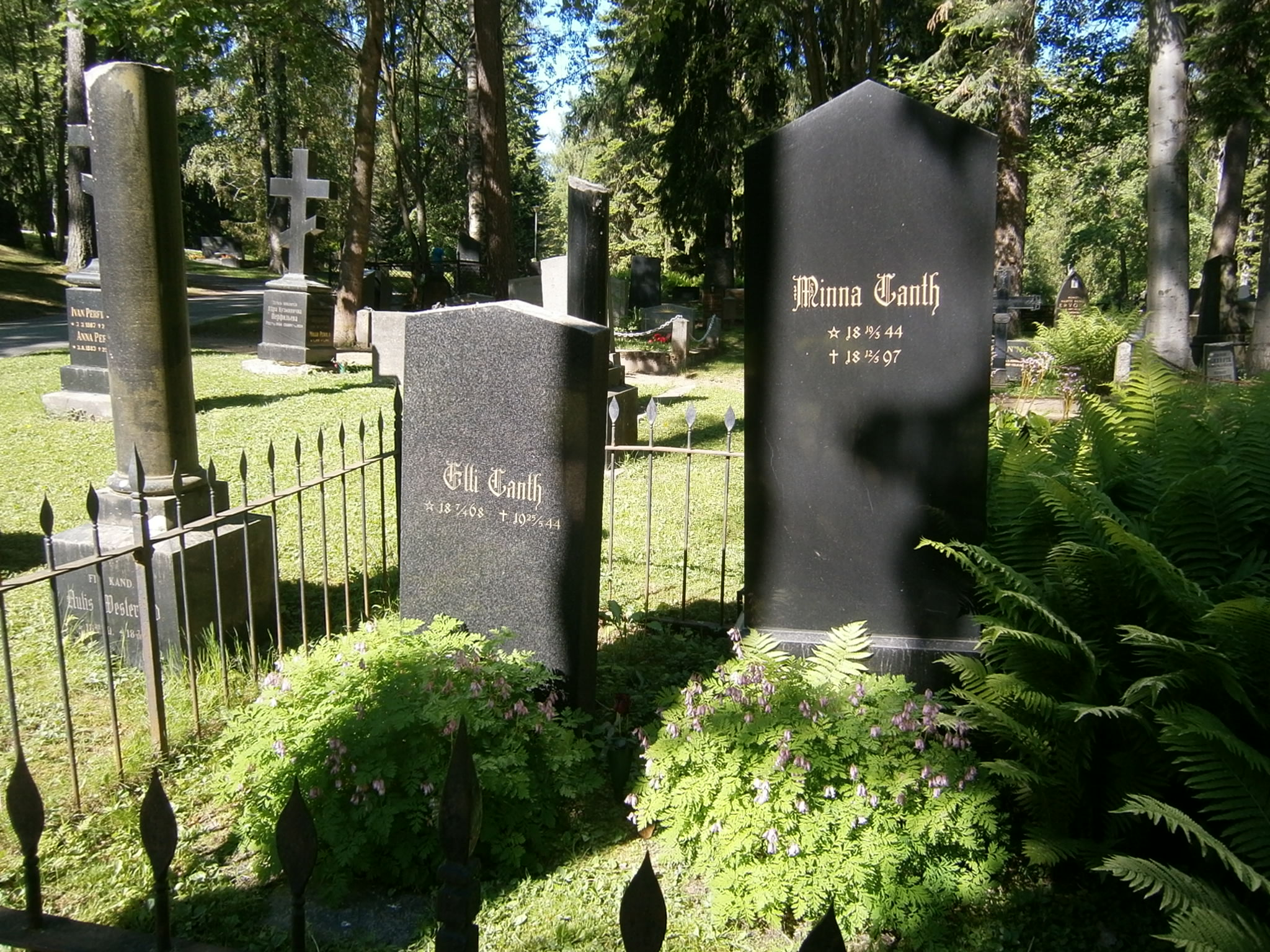
Grab von Minna Canth in Kuopio

Minna Canth, geboren als Ulrika Wilhelmina Johnsson (* 19. März 1844 in Tampere, Großfürstentum Finnland; † 12. Mai 1897 in Kuopio, Großfürstentum Finnland), war eine finnische Schriftstellerin und Frauenrechtlerin.

## Leben
Canth stammte aus einer finnlandschwedischen Familie, als Tochter des Textilhandwerkers und späteren Händlers Gustaf William Johnson und seiner Frau Lovisa Ulrika. Die Arbeitertochter strebte gegen den Willen der Eltern einen höheren Bildungsabschluss an, scheiterte jedoch an den männlich dominierten Bildungseinrichtungen. Sie war belesen und mit den Schriften vieler zeitgenössischer Autoren, darunter Hippolyte Taine, Herbert Spencer, Henrik Ibsen und John Stuart Mill, vertraut.
Sie heiratete den Seminardirektor Johan Ferdinand Canth (1835–1879). Nach seinem Tod stand sie mittellos mit sieben Kindern da. Kurz nach seinem Tod veröffentlichte sie ihr erstes großes Stück.

## Werk
Obwohl sie als Muttersprache Schwedisch sprach und auch Französisch gelernt hatte, schrieb sie vorwiegend auf Finnisch. Literarisch gilt sie als führende Repräsentantin des Naturalismus bzw. finnischen Realismus. Politisch kämpfte sie durch ihre Artikel, Theaterstücke und Erzählungen gegen Alkoholmissbrauch, für eine Verbesserung der Lage von Arbeiterfrauen und insbesondere für Frauenrechte. Mehrere ihrer Werke waren zeitweise verboten. Sie war eine der ersten Frauen, die überhaupt die Frauenfrage als Rechtsfrage thematisierte, eine grundlegende Reform der Frauenrechte in der Ehe forderte und vielleicht die erste, die einen sichtbaren Erfolg feststellen konnte. In ihrem bekanntesten Theaterstück Työmiehen vaimo („Die Frau des Arbeiters“) schildert sie, wie eine Frau aufgrund des damaligen patriarchalen Ehegüterrechts ihr gesamtes Vermögen verliert, weil der trunksüchtige Ehemann es in kurzer Zeit verschwendet. Dabei ist das Recht auf der Seite des Mannes, die Frau hat keine Möglichkeit, ihn zu hindern. Canth schrieb dieses Drama 1885. Ihr Ziel war nach eigenem Bekunden, die Ungerechtigkeit des Gesetzes der Frau gegenüber zu tadeln, Trunksucht und Unbildung der Männer, aber auch Dummheit, Oberflächlichkeit und Voreingenommenheit der Frauen.
Schon wenige Monate später änderte der finnische Ständetag das Ehegüterrecht grundlegend und führte die Gütertrennung ein, nach welcher die Frau frei über Vermögen und Arbeitsverdienst verfügen konnte. Ob diese Reform schon unmittelbar vom Theaterstück Minna Canths beeinflusst wurde, ist allerdings zweifelhaft.
Auch in den zwei weiteren herausragenden Werken Canths spielen Frauen im Konflikt mit dem Gesetz die Hauptrolle. In der Erzählung Kauppa-Lopo (Die Trödel-Lopo, 1889) spielt eine wandernde Hausiererin die Hauptrolle, die wegen eines Diebstahls harte Zeiten im Gefängnis verbringt. Das Drama Anna-Liisa (1895) behandelt das Schicksal einer Kindsmörderin im kleinbäuerlichen Umfeld. Weitere bekannte Werke sind die Dramen Papin perhe (Die Pastorenfamilie), Murtovarkaus (Der Einbruch), Kovan onnen lapsia (Unglückskinder) und Sylvi sowie die Romane Hanna und Köyhää kansaa (Arme Leute).
Ihre Werke erschienen 1920 ins Deutsche übersetzt, in vier Bänden.

## Ehrungen und Nachwirken
1907, zehn Jahre nach Minna Canths Tod, führte Finnland als erstes europäisches Land das Frauenwahlrecht ein, was maßgeblich ihren Werken zu verdanken war. Seit 2007 wird der Geburtstag von Canth, der 19. März, in Finnland als Tag der Gleichberechtigung gefeiert, offizielle Gebäude werden beflaggt.
An Minna Canths Wirken wird in Finnland mit Münzen, Briefmarken, Denkmälern, Gemälden, Theaterstücken und weiteren Veranstaltungen erinnert.

## Werke (Auswahl)
- Työmiehen vaimo. WSOY, Porvoo 1885 (Digitalisat)
  - Die Frau des Arbeiters. Deutsch von Nadine Erler, Verlag 28 Eichen. Barnstorf 2008
- Sylvi. Otava, Helsinki 1893
  - Sylvi. Deutsch von Emilie Stein, Hamburg 1908; deutsch von Nadine Erler, Verlag 28 Eichen. Barnstorf 2008
- Spiritistinen istunto. Telén, 1894
  - Die spiritistische Sitzung. Deutsch von Nadine Erler, Verlag 28 Eichen, Barnstorf 2013.
- Salakari. Edlund, Helsinki 1887
  - Blinde Klippen. Deutsch von Emilie Stein, 1907
  - Verborgene Klippen. Deutsch von Nadine Erler, Verlag 28 Eichen, Barnstorf 2013.
- Roinilan talossa. WSOY, Porvoo 1885
- Papin perhe. Otava, Helsinki 1891
  - Die Familie des Pfarrers. Deutsch von Nadine Erler, Verlag 28 Eichen, Barnstorf 2008
- Murtovarkaus. WSOY, Porvoo 1883
  - Der Einbruch. Deutsch von Nadine Erler, Verlag 28 Eichen, Barnstorf 2013.
- Kauppa-Lopo. / Lehtori Hellmanin vaimo. Weilin & Göös, Espoo 1889
  - Die Trödel-Lopo / Die Frau des Studienrats: zwei Erzählungen deutsch von Heinz Goldberg, Insel-Verlag, Leipzig 1969 (Lehtori Hellmanin vaimo – dt. Die Frau des Studiensrat – erschien 1892 in dem Sammelband Novelleja 2)
- Köyhää kansaa. Edlund, Helsinki 1886
  - Arme Leute. Deutsch von Nadine Erler, Verlag 28 Eichen, Barnstorf 2008
- Kovan onnen lapsia. Edlund, Helsinki 1888
  - Unglückskinder. Deutsch von Nadine Erler, Verlag 28 Eichen, Barnstorf 2008
- Kotoa pois. Otava, Helsinki 1895
- Hän on Sysmästä. WSOY, Porvoo 1893
- Hanna. Edlund, Helsinki 1886
  - Hanna. Deutsch von Nadine Erler, Verlag 28 Eichen, Barnstorf 2008
- Anna Liisa. WSOY, Porvoo 1895
  - Anna Liisa. Deutsch von Nadine Erler, Verlag 28 Eichen, Barnstorf 2008
- Agnes. Otava, Helsinki 1911
  - Agnes. Deutsch von Nadine Erler, Verlag 28 Eichen, Barnstorf 2008
- Omaelämäkerta. Weilin & Göös, Espoo 1897.
  - Autobiographie. Deutsch von Nadine Erler. GRIN Verlag, München 2011.
- Lain mukaan. Weilin & Göös.
  - Nach Recht und Gesetz. Deutsch von Nadine Erler. GRIN Verlag, München 2012.
- Kuinka meistä tuli kirjailijoita. Otava, Helsinki 1916.
  - Wie ich Schriftstellerin wurde. Deutsch von Nadine Erler. GRIN Verlag, München 2012.